# Heracleum franchetii
Heracleum franchetii là một loài thực vật có hoa trong họ Hoa tán. Loài này được M. Hiroe mô tả khoa học đầu tiên năm 1979.